# Ospedale Santissimo Salvatore
Il presidio ospedaliero Santissimo Salvatore è un ospedale pubblico sito nel comune di Paternò, in provincia di Catania.

## Storia
La presenza di una struttura ospedaliera nel territorio di Paternò viene fatta risalire ai secoli XI-XII, quando su iniziativa dell'Ordine dei Cavalieri Ospitalieri fu costituito un ospedale civico dove trovavano ricovero infermi, mendicanti e proietti.
Ignota la data precisa della sua fondazione così come anche la sua localizzazione, ma è assai probabile che il nosocomio venne fondato in data posteriore al 1072, anno in cui i Normanni liberarono Paternò dal dominio saraceno. Lo storico paternese frà Placido Bellia nel suo manoscritto Storia di Paternò (1808), attribuisce l'istituzione dell'ospedale agli stessi gerosolomitani e ne indica pure la data precisa al 1177.
Nel 1122, l'ospedale, denominato  "Ospedale della Commenda di San Giovanni gerosolimitano", divenne suffraganeo del monastero benedettino di Santa Maria della Valle di Josaphat, e sorgeva a ridosso della parte settentrionale della rupe basaltica. L'edificio è storicamente noto alla cronache per aver ospiziato Federico II d'Aragona, il re di Sicilia, che vi morì nel 1337.
Nel 1502, attiguamente all'ospedale, fu edificata la chiesa della Madonna della Catena. Nel 1566 l'ospedale fu trasferito nell'antica chiesa situata a ridosso del colle paternese, donata dal principe Francesco I Moncada, sede che mantenne fino alla prima metà del XVIII secolo, quando passò ai carmelitani che lo trasferirono nell'antico quartiere di San Giovanni.
Agli inizi del XIX secolo, l'ospedale assunse la denominazione di  Santissimo Salvatore, si trovava in un palazzo di proprietà del barone Pietro Ciancio situato nel quartiere dell'Itria, nei pressi dell'omonima chiesa, ed era amministrato da tre deputati e un cassiere-tesoriere, eletti dal Comune. Dopo il 1866, a seguito delle leggi eversive (R.D. n. 3036) promulgate dallo stato italiano che soppresse gli ordini religiosi, l'ospedale venne trasferito nell'edificio adiacente alla chiesa normanna di santa Maria della Valle di Josaphat, già sede del nosocomio.
Dal 1966 l'ospedale civico di Paternò ha sede in un moderno complesso edilizio realizzato su progetto dell'architetto Alfio Fallica.

## Struttura
La costruzione dell'attuale struttura che ospita il presidio ospedaliero Santissimo Salvatore di Paternò, fu avviata nel 1960, e aperta al pubblico sei anni più tardi. Sorge nel quartiere Acquagrassa, nella parte nordoccidentale dell'abitato di Paternò, poco fuori dal suo centro storico.
L'ospedale fa parte dell'Azienda sanitaria provinciale Catania 3, ed è inserito nel Distretto sanitario di Paternò che comprende i comuni di Paternò, Belpasso e Ragalna.
Conta 83 posti letto distribuiti su 12 reparti (cardiologia, chirurgia, endoscopia, medicina, ortopedia, otorino, pediatria, radiologia, U.O.C. di immunoematologia e medicina trasfusionale, ginecologia e ostetricia, oculistica, anestesia e rianimazione).